# Jack Haley
John Joseph "Jack" Haley Jr. (10 d'agost de 1898 - 6 de juny de 1979) va ser un vodevilista estatunidenc, actor, còmic, presentador de ràdio, cantant i ballarí, més conegut per la seva representació de l'Home de Llauna i el seu homòleg de granja "Hickory " a la pel·lícula clàssica de MGM El màgic d'Oz (1939).

## Primers anys
Haley va néixer el 10 d'agost de 1897a 166 F St., Boston, Massachusetts, de pares canadencs de Nova Escòcia d'ascendència irlandesa, John Joseph Haley Sr. i Ellen Curley Haley. El seu pare era cambrer i més tard administrador d'un vaixell. Va morir en el naufragi de la goleta Charles A. Briggs a Nahant, Massachusetts, l'1 de febrer de 1898, quan Jack tenia gairebé sis mesos d'edat. Va tenir un germà gran, William Anthony "Bill" Haley, músic, que va morir de pneumònia el 1916 als vint-i-un anys després de contraure tuberculosi.

## Carrera

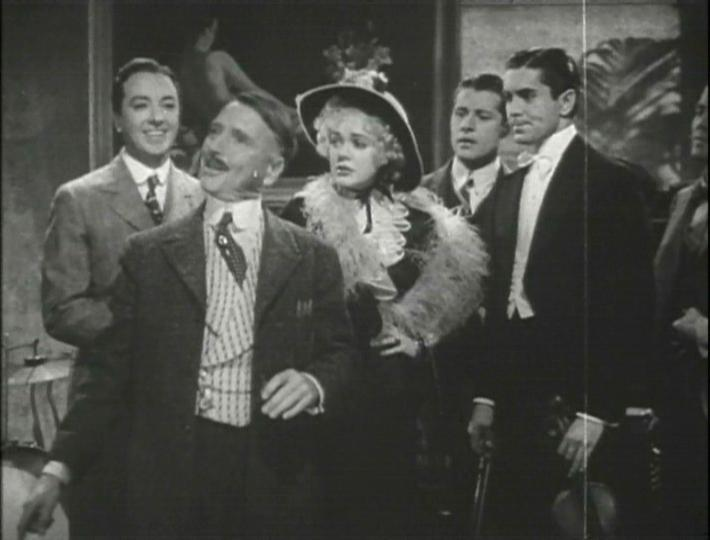
Haley (a l'esquerra) en un tràiler d' Alexander's Ragtime Band (1938)

Haley destacà en el vodevil com a còmic que cantava i ballava. Un dels seus amics més propers era Fred Allen, que l'esmentaria amb freqüència "el senyor Jacob Haley de Newton Highlands (Massachusetts)" en antena. Al començament dels anys trenta, Haley va actuar en curtmetratges per a Vitaphone a Brooklyn, Nova York. La seva expressió molt amena i de bona naturalesa el va guanyar com a col·laborador en llargmetratges musicals, com Poor Little Rich Girl amb Shirley Temple, Higher and Higher amb Frank Sinatra i el musical d'Irving Berlin Alexander's Ragtime Band. Tant Poor Little Rich Girl com Alexander's Ragtime Band van ser llançades per Twentieth Century-Fox. Tenia Haley sota contracte i va aparèixer a les pel·lícules de la Fox Rebecca of Sunnybrook Farm i Pigskin Parade, marcant la seva primera aparició amb Judy Garland. Haley va organitzar un programa de ràdio des del 1937 fins al 1939 conegut per a molts com The Jack Haley Show. La primera temporada (1937-1938), l'espectacle va ser patrocinat per Log Cabin Syrup i era conegut com The Log Cabin Jamboree. La temporada següent (1938-1939), el programa va ser patrocinat per Wonder Bread i va ser conegut com The Wonder Show. Durant la segona temporada, la sèrie va incloure Gale Gordon i Lucille Ball com a intèrprets de ràdio habituals.
Haley va tornar a les comèdies musicals en la dècada del 1940. La major part del seu treball de'aleshores va ser a RKO Radio Pictures. Va abandonar l'estudi el 1947, quan es va negar a aparèixer en un remake de Seven Keys to Baldpate de RKO. Phillip Terry va prendre el paper. Posteriorment va treballar com a agent immobiliari, assumint rols de convidats a sèries de televisió durant les següents dues dècades.

### "L'home de llauna" aEl màgic d'Oz

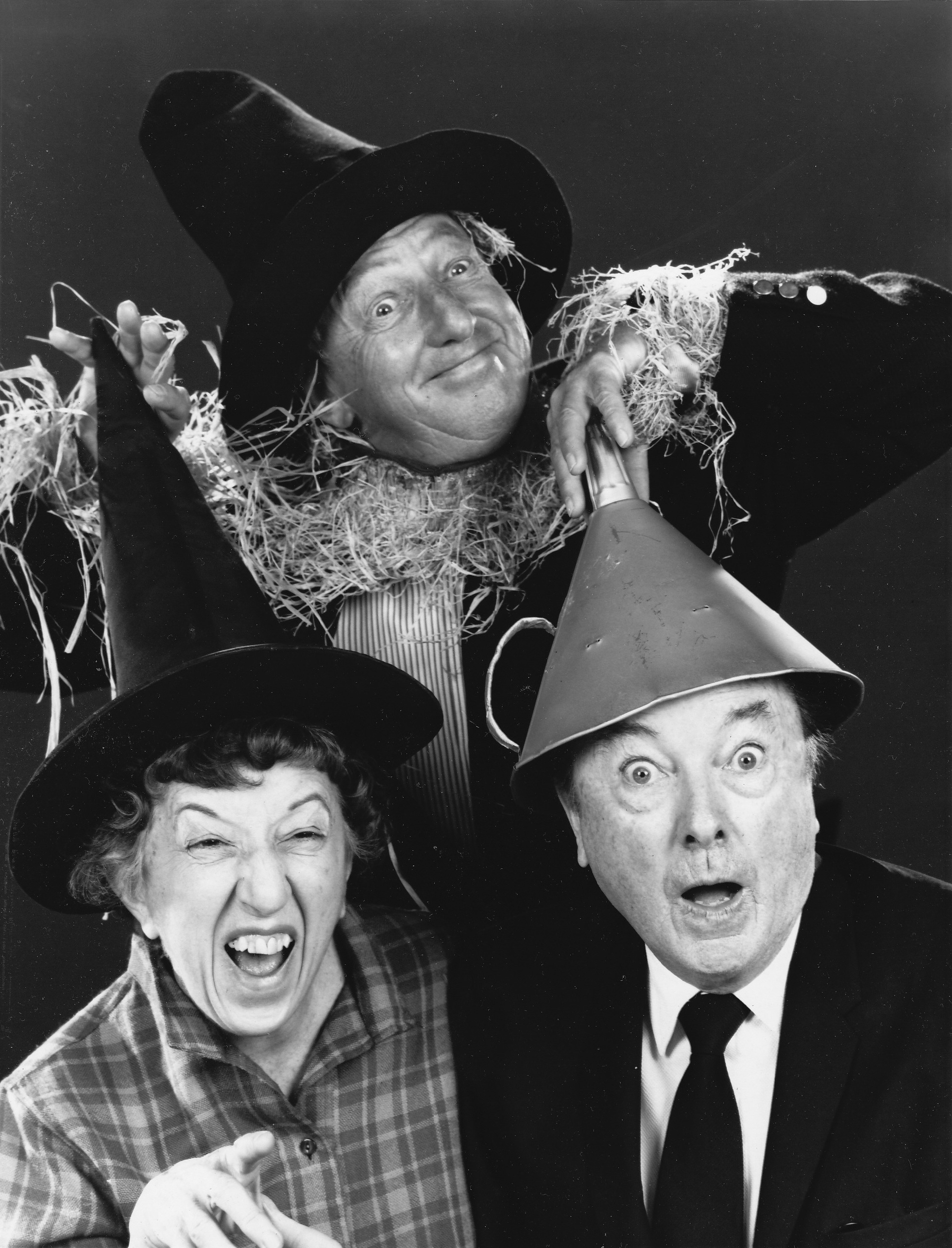
Margaret Hamilton, Ray Bolger i Jack Haley reunits el 1970

Metro-Goldwyn-Mayer va contractar Haley pel paper d'Home de Llauna a El màgic d'Oz després que el còmic contractat pel paper Buddy Ebsen patís una reacció severa després d'haver inhalat pols d'alumini del seu maquillatge facial de plata, que va provocar una condició bronquial congènita; la pols es va instal·lar als pulmons d'Ebsen i, durant les proves fotogràfiques dies després, es va veure que lluitava per respirar. Per per evitar en Haley la mateixa catàstrofe, la pols es va convertir en una pasta, tot i així, la pasta va causar una infecció ocular que va deixar Haley sense visió durant quatre dies de rodatge. El tractament quirúrgic va evitar danys greus o permanents als ulls de Haley. Haley també va retratar al seu homòleg home de llauna de Kansas, Hickory Twicker, un dels grangers de la tia Em i l'oncle Henry.
Haley no tenia un bon record del maquillatge ni de la disfressa. Entrevistat sobre la pel·lícula anys després per Tom Snyder, va relatar que molts fans van assumir que la pel·lícula va ser una experiència divertida. Haley va dir: "Va ser com l'infern. Va ser feina!" Pel seu paper com a Home de Llauna, Haley va parlar amb el mateix to suau que feia quan llegia històries per dormir als seus fills. Oz va ser una de les dues pel·lícules que Haley va fer per MGM. L'altra era Pick a Star, una producció de Hal Roach de 1937 distribuïda per Metro-Goldwyn-Mayer.

## Vida personal

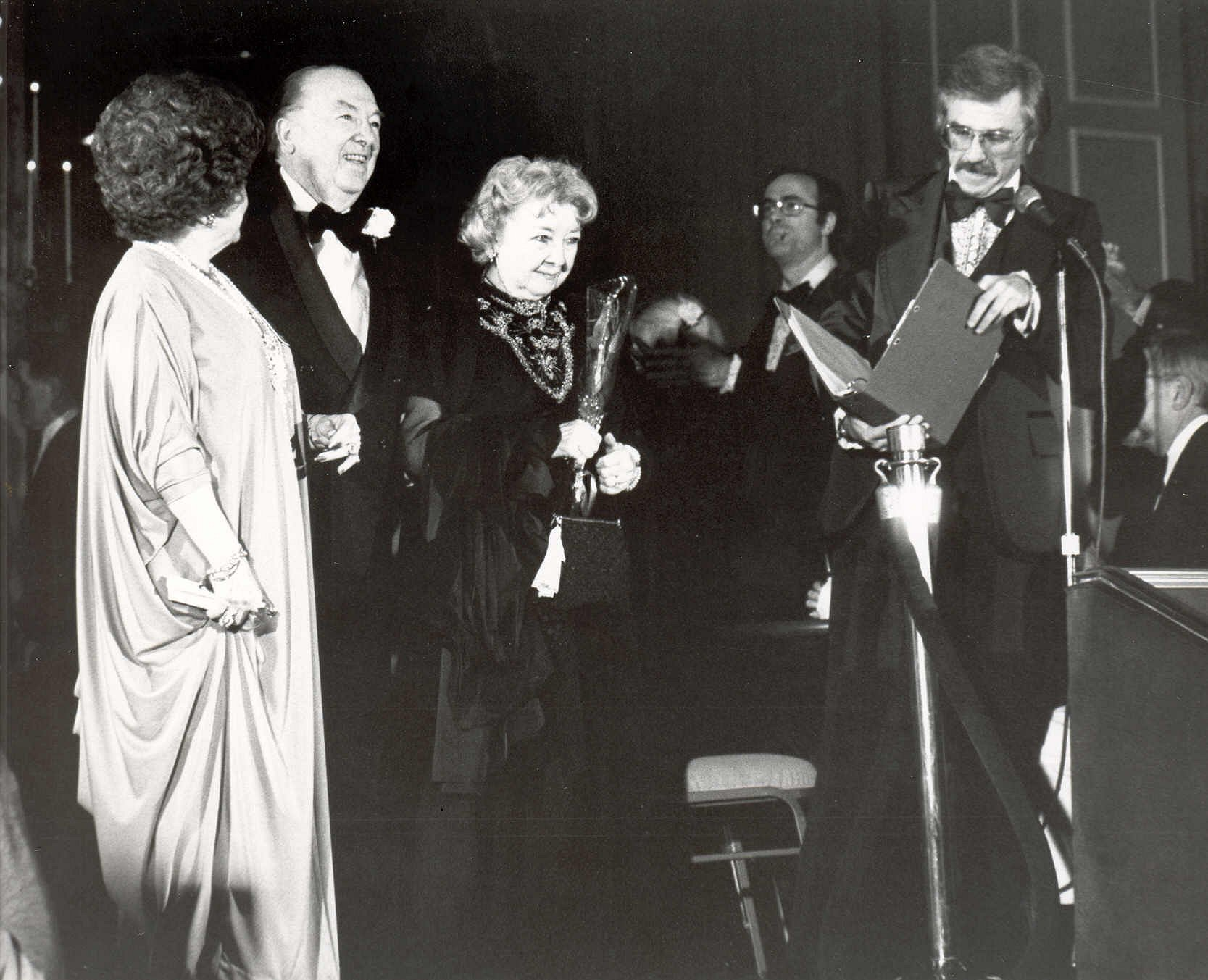
Haley (segon a l'esquerra) a la convenció de la National Film Society el 30 de maig de 1979, (una setmana abans de la seva mort)

Haley fou educat com a catòlic romà. Va ser membre de la Parròquia del Bon Pastor i del Catholic Motion Picture Guild a Beverly Hills, Califòrnia. Es va casar amb Florence McFadden (1902–1996), natural de Wilkes Barre (Pensilvania), el 25 de febrer de 1921; "La vaig conèixer casualment", va recordar Jack. "Com ho fa la gent sovint, i ens vam tornar inseparables". Van romandre casats fins a la seva mort. Flo Haley va obrir una botiga d'articles de bellesa i va tenir nombroses personalitats cinematogràfiques entre els seus clients. La parella va tenir un fill, Jack Haley Jr. (1933–2001), que es va convertir en un productor de cinema amb èxit i una filla, Gloria (1923-2010). El 1974 el jove Haley es va casar amb l'actriu Liza Minnelli, la filla de la protagonista d' Oz Judy Garland. La parella es va divorciar el 1979. Jack Haley Jr. va morir el 21 d'abril de 2001. Gloria Haley-Parnassus va morir l'1 de maig de 2010. El seu nebot Bob Dornan va servir com a congressista per Califòrnia pel Partit Republicà dels Estats Units.

### Darrers anys i mort

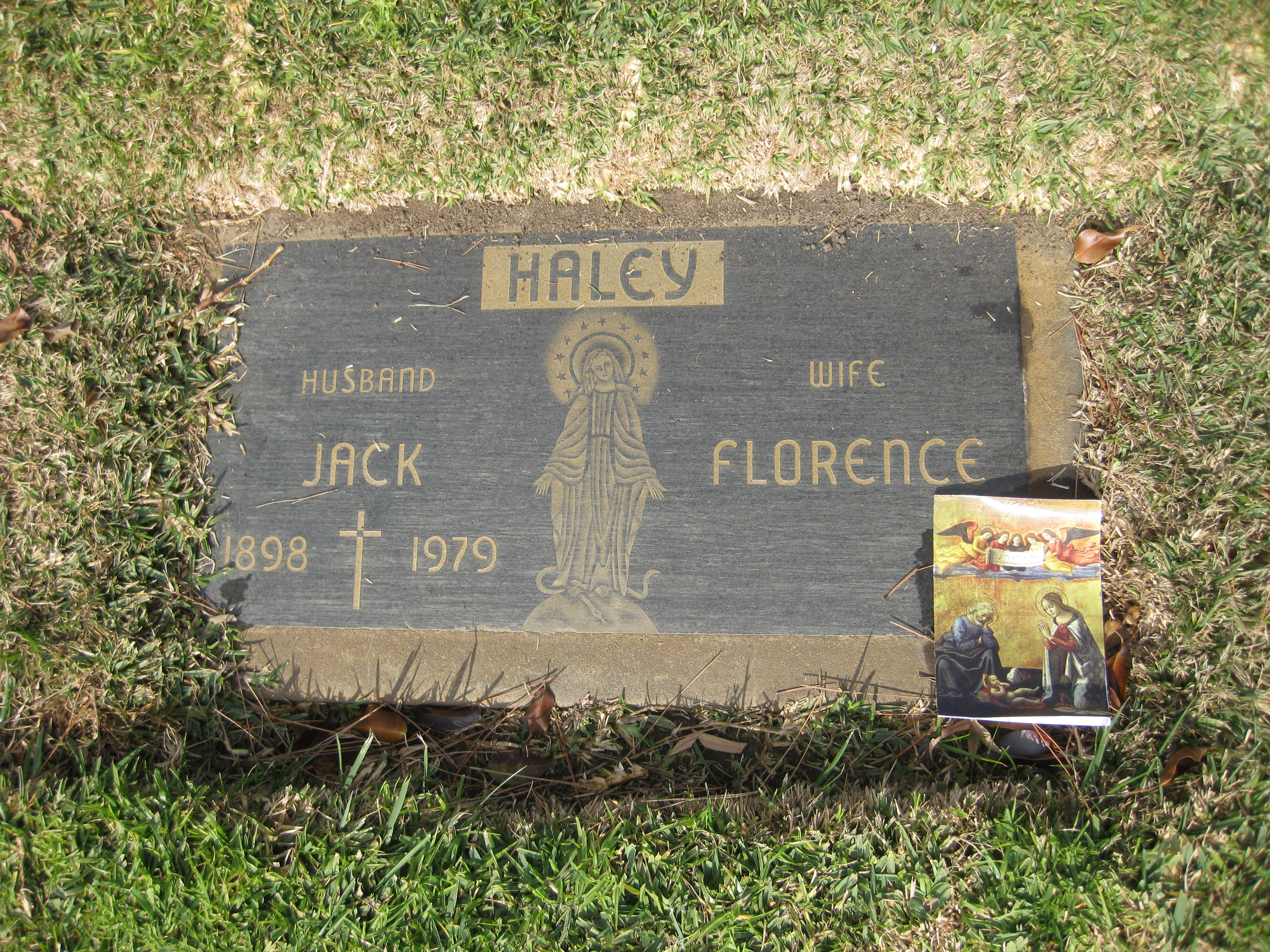
Tomba de Jack i Florence Haley al Holy Cross Cemetery, Culver City, California. El seu fill, Jack Haley Jr., és enterrat prop d'ells.

L'última aparició al cinema de Haley va ser New York, New York (1977) en el fastuós número musical de "Happy Endings", interpretava un amfitrió que introdueix una estrella a Broadway en una cerimònia de lliurament de premis, interpretada per la seva nora Liza Minnelli. El 9 d'abril de 1979 va aparèixer a la 51a cerimònia dels Premis Oscar amb el seu coprotagonista Ray Bolger per presentar el premi al millor disseny de vestuari. Bolger va anunciar els nominats, Haley el guanyador. Abans que pogués obrir el sobre, Bolger va preguntar-li: "Com s'arriba a llegir el guanyador?", A la qual Haley va respondre: "Quan el teu fill produeix l'espectacle, pots anunciar el guanyador". Jack Jr. va ser el productor del programa aquest any. Haley va romandre actiu fins a una setmana abans de la seva mort.
El divendres 1 de juny de 1979, Haley va patir un atac de cor. Va morir el 6 de juny de 1979 a l'UCLA Medical Center de Los Angeles als 80 anys. He is buried in Holy Cross Cemetery, Culver City, California.
La seva autobiografia, Heart of the Tin Man, fou publicada el 2000.

## Pel·lícules
| Any  | Títol                      | Paper                                 | Director/Estudi                                                | Notes |
| ---- | -------------------------- | ------------------------------------- | -------------------------------------------------------------- | --- |
| 1927 | Broadway Madness           | Anunciant de ràdio                    | Burton L. King Excellent Pictures                              | Pel·lícula de debut                                                                                        |
| 1930 | Follow Thru                | Jack Martin                           | Lloyd Corrigan i Laurence Schwab Paramount                     | Interpreta: Button Up Your Overcoat                                                                        |
| 1933 | Mr. Broadway               | Jack Haley                            | Johnnie Walker i Edgar G. Ulmer Broadway-Hollywood Productions | |
| 1933 |                            | Pete Pendleton                        | Harry Joe Brown Paramount                                      | Interpreta: You're Such a Comfort to Me; I Wanna Meander with Miranda i Good Morning Glory                 |
| 1934 | Here Comes the Groom       | Mike Scanlon                          | Edward Sedgwick Paramount                                      | |
| 1935 | Spring Tonic               | Sykes                                 | Clyde Bruckman Fox Film Corporation                            | |
| 1935 | Redheads on Parade         | Peter Mathews                         | Norman Z. McLeod Fox Film Corporation                          | |
| 1935 | The Girl Friend            | Henry H. Henry                        | Edward Buzzell Columbia Pictures                               | Interpreta: What is This Power and Two Together                                                            |
| 1935 | Coronado                   | Chuck Hornbostel                      | Norman Z. McLeod Paramount                                     | Interpreta: All's Well in Coronado by the Sea and Keep Your Fingers Crossed                                |
| 1936 | F-Man                      | Johnny Dime                           | Edward F. Cline Paramount                                      | |
| 1936 | Poor Little Rich Girl      | Jimmy Dolan                           | Irving Cummings 20th Century Fox                               | Interpreta: You've got to Eat your Spinach Baby i Military Man                                             |
| 1936 | Mr. Cinderella             | Joe Jenkins/ Aloysius P. Merriweather | Edward Sedgwick MGM                                            | |
| 1936 | Pigskin Parade             | Winston 'Slug' Winters                | David Butler 20th Century Fox                                  | Interpreta: You Do the Darndest Things Baby i The Balboa                                                   |
| 1937 | Pick a Star                | Joe Jenkins                           | Edward Sedgwick MGM                                            | Interpreta: Pick A Star and I've Got It Bad                                                                |
| 1937 | She Had to Eat             | Danny Decker                          | Malcolm St. Clair 20th Century Fox                             | |
| 1937 | Wake Up and Live           | Eddie Kane                            | Sidney Lanfield 20th Century Fox                               | |
| 1937 | Danger – Love at Work      | Henry MacMorrow                       | Otto Preminger 20th Century Fox                                | Interpreta: Danger Love at Work Uncredited                                                                 |
| 1937 | Ali Baba Goes to Town      | Himself - Cameo                       | David Butler 20th Century Fox                                  | Uncredited                                                                                                 |
| 1938 | Rebecca of Sunnybrook Farm | Orville Smithers                      | Allan Dwan 20th Century Fox                                    | Interpreta: Alone With You                                                                                 |
| 1938 | Alexander's Ragtime Band   | Davey Lane                            | Henry King 20th Century Fox                                    | Interpreta: Oh! How I Hate to Get Up in the Morning; That International Rag i In My Harem (DVD extra only) |
| 1938 | Hold That Co-ed            | Wilber Peters                         | George Marshall 20th Century Fox                               | |
| 1938 | Thanks for Everything      | Henry Smith                           | William A. Seiter 20th Century Fox                             | |
| 1939 | El màgic d'Oz              | Home de llauna / Hickory              | Victor Fleming MGM                                             | (guionista, no acreditat) Interpreta: If I Only Had a Heart and The Merry Old Land of Oz                   |
| 1941 | Moon Over Miami            | Jack O'Hara                           | Walter Lang 20th Century Fox                                   | Interpreta: Is That Good?                                                                                  |
| 1941 | Navy Blues                 | 'Powerhouse' Bolton                   | Lloyd Bacon Warner Bros.                                       | Interpreta: When are we Going to Land Abroad                                                               |
| 1942 | Beyond the Blue Horizon    | Squidge Sullivan                      | Alfred Santell Paramount                                       | |
| 1944 | Higher and Higher          | Mike O'Brien                          | Tim Whelan RKO Pictures                                        | Interpreta: Today I'm a Debutante i The Music Stopped                                                      |
| 1944 | Take It Big                | Jack North                            | Frank McDonald Paramount                                       | Interpreta: Take It Big                                                                                    |
| 1944 | One Body Too Many          | Albert Tuttle                         | Frank McDonald Paramount                                       | |
| 1945 | Scared Stiff               | Larry Elliot                          | Frank McDonald Paramount                                       | |
| 1945 | George White's Scandals    | Jack Evans                            | Felix E. Feist RKO Pictures                                    | |
| 1945 | Sing Your Way Home         | Steve Kimball                         | Anthony Mann RKO Pictures                                      | |
| 1946 | People Are Funny           | Pinky Wilson                          | Sam White Paramount                                            | Interpreta: Hey Jose                                                                                       |
| 1946 | Vacation in Reno           | Jack Caroll                           | Leslie Goodwins RKO Pictures                                   | Última pel·lícula important abans de retirar-se del cinema                                                 |
| 1970 | Norwood                    | Mr. Reese                             | Jack Haley, Jr. Paramount                                      | Dirigida pel seu fill productor/director Jack Haley Jr.                                                    |
| 1977 | New York, New York         | Mestre de cerimònies                  | Martin Scorsese United Artists                                 | Última aparició de Jack Haley a la pantalla. sense acreditar                                               |

## Curtmetratges
| Any  | Títol                                     | Paper             | Notes                                                                       |
| ---- | ----------------------------------------- | ----------------- | --------------------------------------------------------------------------- |
| 1928 | Haleyisms                                 | Jack Haley        | També hi ha la seva esposa Flo McFadden; Vitaphone rodet de producció #2269 |
| 1930 | The 20th Amendment                        | Wallace Moore     |                                                                             |
| 1930 | Success                                   | Elmer             | Interpreta: "Just a Gigolo"; Vitaphone rodet de producció #1257-1258        |
| 1932 | The Imperfect Lover                       |                   | Vitaphone rodet de producció #1324-1325                                     |
| 1932 | Absent Minded Abner                       | Abner             | Vitaphone rodet de producció #1372-1373                                     |
| 1932 | Sherlock's Home                           |                   | Vitaphone rodet de producció #1441-1442                                     |
| 1932 | Then Came the Yawn                        |                   |                                                                             |
| 1933 | The Build Up                              |                   | Vitaphone rodet de producció #1444-1445                                     |
| 1933 | Wrongorilla                               | Elmer             | Vitaphone rodet de producció #1486-1484                                     |
| 1933 | Hollywood on Parade No. A-9               | Ell mateixf       |                                                                             |
| 1933 | An Idle Roomer                            |                   | Vitaphone rodet de producció #1531-1532                                     |
| 1933 | Nothing but the Tooth                     | Smilie Jones      | Interpreta: "Smiles"; Vitaphone rodet de producció #1542-1543               |
| 1933 | Salt Water Daffy                          | Elmer Wagonbottom |                                                                             |
| 1939 | Screen Snapshots Series 18, No. 9         | Ell mateix        | Documental/Rodet de notícies                                                |
| 1946 | Screen Snapshots: The Skolsky Party       | Ell mateix        | Documental/Rodet de notícies                                                |
| 1946 | Screen Snapshots: Famous Fathers and Sons | Ell mateix        | Documental/Rodet de notícies                                                |

## Broadway
| Títol             | Paper            | Data                                           | Teatre                                 | Notes |
| ----------------- | ---------------- | ---------------------------------------------- | -------------------------------------- | --- |
| Round the Town    | Jack Haley       | 21 de maig de 1924 – 31 de maig de 1924        | Century Promenade Theatre              | 15 actuacions |
| Gay Paree         | Jack Haley       | 18 d'agost de 1925 – 30 de gener de 1926       | Shubert Theatre                        | 181 actuacions |
| Gay Paree         | Jack Haley       | 9 de novembre de 1926 – 9 d'abril de 1927      | Winter Garden Theatre                  | 192 actuacions |
| Follow Thru       | Jack Martin      | 9 de gener de 1929 – 21 de desembre de 1929    | Chanin's 46th Theatre                  | 401 actuacions Sang: Button Up Your Overcoat amb Zelma O'Neal El 1930, va protagonitzar la versió cinematogràfica en technicolor |
| Free For All      | Steve Potter Jr. | 8 de setembre de 1931 – 19 de setembre de 1931 | Manhattan Theatre                      | 15 actuacions |
| Take a Chance     | Jack Stanley     | 26 de novembre de 1932 – 1 de juliol de 1933   | Apollo Theatre                         | 243 actuacions |
| Higher and Higher | Zachary Ash      | 4 d'abril de 1940 – 15 de juny de 1940         | Shubert Theatre                        | 84 actuacions |
| Higher and Higher | Zachary Ash      | 5 d'agost de 1940 – 24 d'agost de 1940         | Shubert Theatre                        | 24 actuacions El 1943, va protagonitzar amb Frank Sinatra la versió cinematogràfica                                              |
| Show Time         | Jack Haley       | 16 de setembre de 1942 – 3 d'abril de 1943     | Broadhurst Theatre                     | 342 actuacions |
| Inside U.S.A.     | Jack Haley       | 30 d'abril de 1948 – 19 de febrer de 1949      | New Century Theatre i Majestic Theatre | 399 actuacions |